# Cristina Boyer

Retrato de Cristina Boyer c. 1800, por Antoine-Jean Gros.

Maria Ana Cristina Boyer (Saint-Maximin-la-Sainte-Baume, 3 de julho de 1771 – Paris, 14 de maio de 1800) era uma membro da família Bonaparte, sendo a primeira esposa de Luciano Bonaparte, irmão mais novo de Napoleão Bonaparte.

## Filhos
Do seu casamento com Luciano Bonaparte teve quatro filhos:
- Filistina Carlota (1795–1865), casou-se primeiro com o príncipe Mario Gabrielli em 1815, com descendência. Casou-se em segundas núpcias com Settimio Centamor em 1842, sem descendência.[1]
- Filho (1796)
- Vitória Gertrude (1796)
- Cristina Egita (1798–1847), casou-se primeiro com o conde Arvid Posse em 1818, tendo se divorciado em 1824, com descendência. Casou-se em segundas núpcias com Lord Dudley Stuart em 1824, com descendência.[2]